# Asociación de Críticos de Cine de Houston
La Asociación de Críticos de Cine de Houston (Houston Film Critics Society) es una organización de críticos de cine sin fines de lucro en Houston, Texas, en los Estados Unidos. El grupo presenta una serie anual de premiaciones cinematográficos por los "logros excepcionales en el cine" en una ceremonia celebrada en el Museo de Bellas Artes de Houston. La organización incluye 40 críticos de cine, de radio, televisión e internet en el área metropolitana de Houston.

## Organización
La junta directiva y los funcionarios de la organización, a partir de 2017, son:
- Doug Harris – Presidente
- Travis Leamons – Vicepresidente
- Lisa Wellington – Secretaria
- Donna Copeland – Tesorera

## Categoría de premios
- Mejor película
- Mejor cinematográfia
- Mejor director
- Mejor actor
- Mejor actriz
- Mejor actor de reparto
- Mejor actriz de reparto
- Mejor reparto
- Mejores efectos visuales
- Mejor película animada
- Mejor película en lenguaje extranjero
- Mejor canción
- Mejor banda sonora
- Mejor documental
- Mejor coordinación de dobles
- Premio de Cine Independiente de Texas

Adicionalmente también cuenta con premios honoríficos fuera de su categoría regular como el Premio al Logro Cinematográfico, Premio a la trayectoria, Premio de Logro Excepcional y Premio visionario.